# Шматков Григорій Григорович
Григо́рій Григо́рович Шматков  — доктор біологічних наук (1995), лауреат Державної премії України в галузі науки і техніки (2014), академік Міжнародної академії наук екології та безпеки життєдіяльності (2007).

## Життєпис
1967 року закінчив Дніпропетровський державний університет, працював молодшим науковим співробітником НДІ гідробіології ДНУ, вивчав вплив забруднень на гідробіонти дніпрового басейну. Заснував лабораторію водної токсикології, де підготував кандидатську дисертацію на тему «екологія та біогеноценологія».
1981 року очолив лабораторію охорони водних ресурсів у ВНДІ ВПШ, 1984-го обраний на посаду головного еколога, 1984 — старший науковий співробітник Придніпровського наукового центру НАН.
Написав близько 70 наукових робіт.
Переможець Всеукраїнського конкурсу «Екологічна якість та безпека», номінація «Кращий екологічний аудитор».
Завідувач кафедри екології та охорони навколишнього середовища Придніпровської державної академії будівництва та архітектури.
2001 року організував і очолив ТОВ НВП «Центр екологічного аудиту і чистих технологій».
За його активної участі збудовано
- системи екологічного менеджменту на Нікопольському феросплавному заводі
- Нижньодніпровському трубному заводі ВАТ «Інтерпайп».

Зареєстровано 6 авторських свідоцтв на винахід. Керує підготовкою магістерських і кандидатських дисертацій.

### Серед робіт
- «Екологічні проблеми Придніпровського регіону та шляхи їх вирішення», монографія, 1984
- «Наукові основи раціонального природокористування і охорони навколишнього середовища степового Придніпров'я», докторська дисертація
- «Важкі метали зовнішнього середовища та їх вплив на репродуктивну функцію жінок», 2004, монографія, у співавторстві з А. Сердюком, Є. М. Бєлицькою, М. Параньком.